# Eisenbahnunfall von Bagley
Der Eisenbahnunfall von Bagley war der Auffahrunfall zweier Züge am 31. Dezember 1944 etwa 27 km westlich von Ogden, Utah, USA, bei der Betriebsstelle Bagley. 50 Menschen starben.

## Ausgangslage
Die Transkontinentalverbindung Chicago–San Francisco verläuft westlich von Ogden auf zwei Dämmen durch den Großen Salzsee, die in der Mitte des Sees an die Promontory-Halbinsel anschließen. Dieser Streckenabschnitt wird als Lucin Cutoff bezeichnet. Auf dem östlichen Damm, zwischen Ogden und der Halbinsel, bestand die Ausweichstelle Bagley.
Die Strecke war hintereinander mit drei Zügen belegt, einem Güterzug und den beiden Teilen des Pacific Limited der Southern Pacific, der an diesem Tag in zwei Zügen geführt wurde. Der erste Zugteil, der die Personenwagen beförderte, umfasste 18 Wagen. Darunter befanden sich auch zwei mit Personal besetzte Lazarettwagen des Medical Corps der United States Army. Zahlreiche Armeeangehörige auf Urlaub reisten in dem Zug. Der zweite Zugteil, in den die Postwagen eingereiht waren, führte 20 Wagen. Die Züge waren zwei Tage zuvor in Chicago mit dem Ziel San Francisco losgefahren.
Am Morgen des Unfalltages herrschte dichter Nebel.

## Unfallhergang
Der voranfahrende Güterzug hatte ein technisches Problem und blieb auf der Strecke liegen. Dies hatte zur Folge, dass die erste Sektion des Pacific Limited ebenfalls anhalten musste und dann signalisiert bekam, die Fahrt bei nur geringer Geschwindigkeit fortzusetzen. Der Lokomotivführer des zweiten, nun folgenden Teils des Pacific Limited aber folgte den Signalen nicht. Er starb bei dem Unfall. Die Obduktion ergab, dass er an Herzversagen oder Schock gestorben, also eventuell vor dem Unfall schon nicht mehr fahrtauglich war. Nach Aussage des Heizers hatte er vorher schon verzögert reagiert. Jedenfalls fuhr er mit voller Streckengeschwindigkeit weiter. In der Ausweichstelle Bagley kollidierte sein Zug um 5:14 Uhr mit dem Zugschluss des vorderen Teils des Pacific Limited. Dabei wurden mehrere Wagen zertrümmert. Das betraf vor allem ältere Wagen, die noch einen Holzaufbau hatten. Auch zahlreiche Wagen des auffahrenden Zuges entgleisten.

## Folgen
50 Menschen starben, 79 wurden darüber hinaus verletzt. Durch die Lage der Unfallstelle im Großen Salzsee konnte Hilfe nur über den Bahndamm herangeführt werden. So wurde Erste Hilfe zunächst von dem Personal der beiden mitgeführten Sanitätswagen geleistet, die den Unfall relativ unversehrt überstanden hatten.